# Trần Hữu Dực
Trần Hữu Dực (1910–1993) là một cựu chính khách Việt Nam. Ông từng là Ủy viên Ban Chấp hành Trung ương Đảng Cộng sản Việt Nam, Đại biểu Quốc hội, Phó Thủ tướng Chính phủ, Bộ trưởng Phủ Thủ tướng, Viện trưởng Viện kiểm sát nhân dân tối cao nước Cộng hòa Xã hội Chủ nghĩa Việt Nam.

## Quá trình hoạt động
Trần Hữu Dực sinh ngày 15 tháng 1 năm 1910 tại làng Dương Lệ Đông, tổng Gia An, nay là xã Triệu Thuận, huyện Triệu Phong, tỉnh Quảng Trị.

### Trước 1945
Tham gia hoạt động vào phong trào của những người cộng sản từ năm 15 tuổi, tháng 11 năm 1926 thành lập "Ái hữu dân đoàn" và trở thành đảng viên cộng sản của nhóm cộng sản đầu tiên ở Quảng Trị. Đảng viên Đảng Cộng sản Đông Dương từ năm 1929.
Tháng 11 năm 1930, Tỉnh ủy Đảng Cộng sản Việt Nam Quảng Trị chính thức được thành lập, ông được cử giữ chức Bí thư. Từ năm 1940, ông được phân công tham gia công việc của xứ ủy, phụ trách 11 tỉnh Nam Trung kỳ.
Trong thời gian hoạt động, ông bị Pháp bắt 3 lần, và bị chính quyền Nam triều kết án tổng số 29 năm tù giam, và 22 năm quản thúc tại các nhà lao Quảng Trị, Lao Bảo, Ban Mê Thuột (2 lần).
Năm 1945, ông được cử giữ chức Chủ tịch Ủy ban Khởi nghĩa và sau đó trở thành vị Chủ tịch Ủy ban nhân dân tỉnh đầu tiên của Quảng Trị sau cuộc khởi nghĩa tháng 8.

### Sau năm 1945
Sau tháng 8 năm 1945, ông giữ chức Chủ tịch Ủy ban Cánh mạng lâm thời Trung Bộ, Chủ tịch Ủy ban Hành chính Trung Bộ. Năm 1947 ông được bổ sung vào Ban Chấp hành Trung ương Đảng Lao động Việt Nam khóa I cùng với Phạm Văn Đồng, Tôn Đức Thắng, Lê Văn Lương . Trong kháng chiến chống Pháp và Mỹ, ông được giao nhiều trọng trách:
- Phó Đổng lý Văn phòng Bộ Nội vụ (từ 4/1950, Đổng lý Văn phòng là Phạm Khắc Hòe)
- Ủy viên Trung ương Đảng, Đảng đoàn Chính phủ
- Chủ nhiệm Tổng cục Hậu cần Quân đội nhân dân Việt Nam, Ủy viên Quân ủy Trung ương
- Thứ trưởng Bộ Nông lâm kiêm Giám đốc Học viện Nông lâm.
- Phó Chủ nhiệm Ủy ban Kế hoạch Nhà nước, Trưởng ban công tác nông thôn Trung ương
- Bộ trưởng Bộ Nông trường
- Bộ trưởng Phủ Thủ tướng
- Bí thư Khu ủy Trị Thiên
- Trưởng ban công tác đặc biệt của Đảng CSVN và nhà nước
- Phó Thủ tướng Chính phủ
- Viện trưởng Viện kiểm sát nhân dân tối cao
- Ủy viên Ban Chấp hành Trung ương Đảng Cộng sản Việt Nam khóa I, II, III, IV [2] và liên tục là đại biểu Quốc hội từ khóa I đến khóa VI.[1]

Ông mất ngày 21 tháng 8 năm 1993, thọ 83 tuổi. An táng tại Nghĩa trang Mai Dịch, Hà Nội.

## Câu nói nổi tiếng
Của cải như không khí.
Cảnh vật như thần tiên.
Con người như thánh hiền
Mới xây dựng được lý tưởng Cộng sản
(Xem hồi ký "Bước qua đầu thù" của Trần Hữu Dực).

## Các tài liệu đã viết
- Đẩy mạnh phong trào nhân dân khai hoang/báo cáo của đồng-chí Trần Hữu Dực trình bày tại Hội nghị nhân dân khai hoang do Ban bí thư trung ương Đảng và Thường vụ Hội đồng chính phủ triệu tập, tháng Giêng 1963.
- Một số vấn đề nông nghiệp xã hội chủ nghĩa ở miền Bắc nước ta hiện nay / Trần Hữu Dực - Hà Nội: Sự thật, 1960
- Bước qua đầu thù: hồi ký/Trần Hữu Dực - Hà nội: Chính trị Quốc gia, [1999].
- Những năm tuổi trẻ: hồi ký / Trần Hữu Dực: In lần thứ 2. Hà Nội: Nhà xuất bản Thanh niên, 2004.346 p.; 19 cm.

## Tặng thưởng và vinh danh
- Huân chương Hồ Chí Minh
- Huân chương Sao vàng
- Tháng 6 năm 2010 một phố ở khu vực Mỹ Đình, Từ Liêm, Hà Nội được mang tên Trần Hữu Dực.

## Gia đình
Ông có vợ là Bà Nguyễn Thị Quy, đảng viên Đảng Cộng sản Việt Nam và bốn người con là Trần Thị Thanh Thủy, Trần Hữu Thuật, Trần Thị Thảo và Trần Hữu Thắng nguyên Thứ trưởng Bộ Nội vụ 